# الأردنية الدولية للشحن الجوي
الشركة الأردنية الدولية للشحن الجوي هي شركة شحن جوي تقع في عمان، الأردن.

## الأسطول
يتضمن أسطول الدولية للشحن الجوي الأردن الطائرات التالية (حسب 14 حزيران (يونيو) 2011):
- 1 إليوشين Il-76TD
- 2 إليوشين Il-76MF [3][4]

## خلافات
في آذار (مارس) 2013، ذكرت صحيفة نيويورك تايمز أن الأردنية الدولية للشحن الجوي كانت واجهة لسلاح الجو الملكي الأردني وهي مسؤولة عن نقل الأسلحة سراً إلى تركيا لمساعدة المتمردين السوريين في الأزمة السورية.

## روابط خارجية
- الموقع الرسمي